# Laholmspartiet
Laholmspartiet (LP) är ett lokalt politiskt parti i Laholms kommun.

## Historik
Partiet utgörs i princip av det som en gång var Ny Demokratis avdelning i Laholm. Ombildningen till Laholmspartiet skedde inför valet 2002 av vad som sedan valen 1998 var partiets enda mandat, då ett flertal profiler inom kommunen gjorde gemensam sak. Idag är partiets förgrundsgestalt och ledare Bertil Johansson från Skogaby. Partiet har tidigare haft ett valtekniskt samarbete med Sverigedemokraterna och Sveriges pensionärers intresseparti.
I de allmänna valen 2010 har Laholmspartiet ett samarbete med Sverigedemokraterna, både lokalt i Laholms kommun i valet till Laholms kommunfullmäktige och regionalt i Hallands län i valet till Hallands läns landstingsfullmäktige. SPI ingår dock inte i något av dessa två samarbeten.

## Valresultat
| År   | Röster | %    | Mandat  |
| ---- | ------ | ---- | ------- |
| 2002 | 382    | 2,8  | 1 av 49 |
| 2006 | 647    | 4,61 | 2 av 41 |
| 2010 | 732    | 4,90 | 2 av 41 |
| 2014 | 464    | 2,99 | 1 av 41 |
| 2018 | 1 032  | 6,27 | 3 av 41 |
| 2022 | 505    | 3,02 | 1 av 41 |